# Manuela Oschmann
Manuela Oschmann (* 9. Juni 1965 in Zella-Mehlis als Manuela Drescher) ist eine ehemalige deutsche Skilangläuferin.

## Werdegang
Nachdem Oschmann 1984 und 1985 bei den Nordischen Junioren-Skiweltmeisterschaften jeweils mit der 3 × 5-km-Staffel die Bronzemedaille gewinnen konnte, gelang ihr dies auch bei den Weltmeisterschaften im Seniorenbereich 1985 in Seefeld in Tirol mit der 4 × 5-km-Staffel. Im selben Jahr wurde sie deutsche Meisterin über 15 Kilometer im Einzel und in der 4 × 5-km-Länderstaffel. Zudem gewann sie die Bronzemedaille über 30 km.
Aufgrund dieser Leistungen nahm sie bei den Olympischen Winterspielen 1992 in Albertville teil. Über die Distanz von 5 km belegte sie den 42. und über 15 km den 15. Platz.